# Montañas azules
Montañas azules (青い山脈 Aoi sanmyaku?) es una película dramática japonesa de 1949 dirigida y escrita por Tadashi Imai. Está basada en la novela homónima de Yōjirō Ishizaka, que se publicó por primera vez de forma serializada en 1947.

## Sinopsis
Después de defender a Shinko, una estudiante de una escuela secundaria femenina rural, por iniciar una relación con un chico mayor, la profesora Yukiko, que acaba de trasladarse de Tokio, encuentra una fuerte resistencia y oposición a sus ideas modernas por parte del profesorado conservador de la institución donde enseña y de los aldeanos. 

## Reparto
- Setsuko Hara como Yukiko Shimazaki
- Ryō Ikebe como Rokusuke Kaneya
- Michiyo Kogure como Umetaro
- Yōko Sugi como Shinko Terazawa
- Ichirō Ryūzaki como Tamao Numata
- Setsuko Wakayama como Kazuko Sasai
- Hajime Izu como Gen-Chan
- Kamatari Fujiwara como Okamoto-san

## Estreno y recepción
La película se estrenó en dos partes, la primera el 19 de julio de 1949 y la segunda una semana después, y tuvo un gran éxito tanto entre el público como entre los críticos.
El tema principal de la banda sonora de la película fue interpretado por Ichiro Fujiyama y Mitsue Nara. La novela de Ishizaka fue adaptada nuevamente en 1957, 1975 y 1988.
Las novelas de Yōjirō Ishizaka habían estado de moda desde la década de 1930 y, especialmente, en los diez años posteriores al final de la Segunda Guerra Mundial. El autor, perfectamente familiarizado con la cuestión del amor libre admitido bajo la ocupación estadounidense de Japón, desarrolla en su novela un alegato humorístico a favor de la existencia de relaciones ideales entre hombres y mujeres. La película de Tadashi Imai fue un éxito entre un público deseoso de pasar página de la época que terminaba.
El cineasta japonés Akira Kurosawa citó esta película como una de sus 100 películas favoritas.

## Premios
- 1950: Premio Mainichi a la mejor actriz para Setsuko Hara[8]
- 1950: Premio Mainichi a la mejor actriz de reparto para Michiyo Kogure[8]
- 1950: Premio Mainichi a la mejor fotografía para Asakazu Nakai[8]